# Sport-Billy
Sport-Billy ist eine vom amerikanischen Studio Filmation produzierte Zeichentrick-Fernsehserie.

## Inhalt
Der Junge Sport-Billy reist gemeinsam mit seiner Freundin Lilly und dem Hund Willy im Auftrag des Planeten Olymp durch Raum und Zeit, um auf der Erde das Fair Play in der Welt des Sports zu verteidigen. Ihre Gegenspielerin ist die böse Königin Vanda vom Planet Vandalusien. Unterstützt von ihrem gnomartigen Diener Sipe und ihrer Horde, den Vandalen, versucht sie unentwegt, Sportveranstaltungen auf der Erde zu sabotieren und die Mission der Helden zu verhindern.
Die Olympier Billy, Lilly und Willy nutzen ein weckerförmiges Raumschiff, das sogenannte Zeitschiff, das ihnen neben Raumreisen auch Zeitreisen in die Vergangenheit und Zukunft ermöglicht. Über das Zeitschiff können sie auch mit dem Olymp kommunizieren, dessen intelligenter Computer sie mit Informationen über Vandas Pläne versorgt. Billy besitzt außerdem eine als „Trick-Tasche“ bezeichnete Wundertüte, die scheinbar unendlich viele übernatürliche Hilfsmittel wie etwa beflügelte Schuhe enthält. Auch Vanda verfügt über übernatürliche Hilfsmittel und die Fähigkeit, ihre Schergen auf Raum- und Zeitreisen zu schicken. Sie erhält über ihren Monitor stets Einblick in die Vorgänge auf der Erde und an anderen Schauplätzen des Geschehens.
Der Wettlauf zwischen Olympiern und Vandalusiern findet quer durch Raum und Zeit statt. Immer wieder müssen Billy und seine Freunde Vandas Sabotagen in der Vergangenheit beseitigen, um den Triumph der Unsportlichkeit in der Gegenwart zu verhindern. Auch Reisen in die Zukunft sind gelegentlich nötig, doch am Ende siegt immer das Fair Play.

## Produktion und Veröffentlichung
Die Serie wurde 1979 vom Studio Filmation unter der Regie von Ed Friedman, Lou Kachivas, Marsh Lamore, Kay Wright und Lou Zukor produziert. Die Musik komponierten Dean Andre und Norm Prescott. Die Zeichentrickserie wurde ab dem 16. September 1979 bis 1981 durch NBC und regionale Sender in den Vereinigten Staaten ausgestrahlt sowie in den Niederlanden gezeigt.
Die deutschsprachige Fassung wurde Mitte der 1980er Jahre in der ARD ausgestrahlt. Außerdem wurde die Serie unter anderem in Großbritannien, Jugoslawien, Griechenland, Spanien und der Türkei gezeigt.

## Synchronisation
| Rolle       | englischer Sprecher |
| ----------- | ------------------- |
| Sport-Billy | Lane Scheimer       |
| Lilly       | Joyce Bulifant      |
| Sipe        | Frank Welker        |

## Comic
Sport-Billy erschien in mehreren Ländern auch als Comic-Fassung. Bereits 1977/78 veröffentlichte der Ehapa-Verlag sechs Bände der Albenreihe Sport-Billys lustige Abenteuer in aller Welt, gezeichnet von Walter Neugebauer unter Mitwirkung von Gisela Künstner und Kurt Italiaander. Beim Bastei-Verlag erschienen 97 Ausgaben von 1980–83, auf Niederländisch erschienen 1983 elf Hefte bei Juniorpress, auf Französisch erschienen 1983–84 elf Hefte bei Greantori und in der Schweiz veröffentlichte Todos 1979 vier Ausgaben.